# 1034 Mozartia
1034 Mozartia è un asteroide della fascia principale del diametro medio di circa 8,08 km. Scoperto nel 1924, presenta un'orbita caratterizzata da un semiasse maggiore pari a 2,2928803 UA e da un'eccentricità di 0,2640366, inclinata di 3,97565° rispetto all'eclittica.
Il suo nome è in onore del compositore Wolfgang Amadeus Mozart.